# Gare de Besançon-Viotte
Ne doit pas être confondu avec Gare de Besançon Franche-Comté TGV ou Gare de Besançon-Mouillère.
La gare de Besançon-Viotte est une gare ferroviaire française située sur le territoire de la ville de Besançon, préfecture du département du Doubs, en région Bourgogne-Franche-Comté.
Principal nœud de Franche-Comté, avec 2,9 millions de voyageurs annuels, elle est située sur les lignes de Dole-Ville à Belfort, de Besançon-Viotte au Locle-Col-des-Roches et de Besançon-Viotte à Vesoul.
Ouverte en 1856 par la Compagnie du chemin de fer de Paris à Lyon, c'est aujourd'hui une gare de la Société nationale des chemins de fer français (SNCF) desservie par les trains des réseaux TGV inOui et TER Bourgogne-Franche-Comté. C'est également une gare marchandises Fret SNCF.

## Situation ferroviaire
Gare de bifurcation, elle est située au point kilométrique (PK) 405,780 de la ligne de Dole-Ville à Belfort, entre les gares de Franois et de Roche-lez-Beaupré.
Elle est à l'origine de la ligne de Besançon-Viotte au Locle-Col-des-Roches, avant la gare de Besançon-Mouillère, et de la ligne de Besançon-Viotte à Vesoul, déclassée au-delà de Devecey.
Son altitude est de 281 mètres.

## Histoire
Avant que le chemin de fer n'arrive en 1856 à Besançon, se posait le problème de l'implantation de la gare. Fut d'abord choisi le site de la Viotte, au sommet des Glacis de Battant : une gare en bois y fut construite en 1855. Mais le site est jugé trop excentré et la municipalité décide de construire une nouvelle gare en dur sur le site de la Mouillère, inaugurée en 1884 en même temps que la ligne desservant la Suisse.

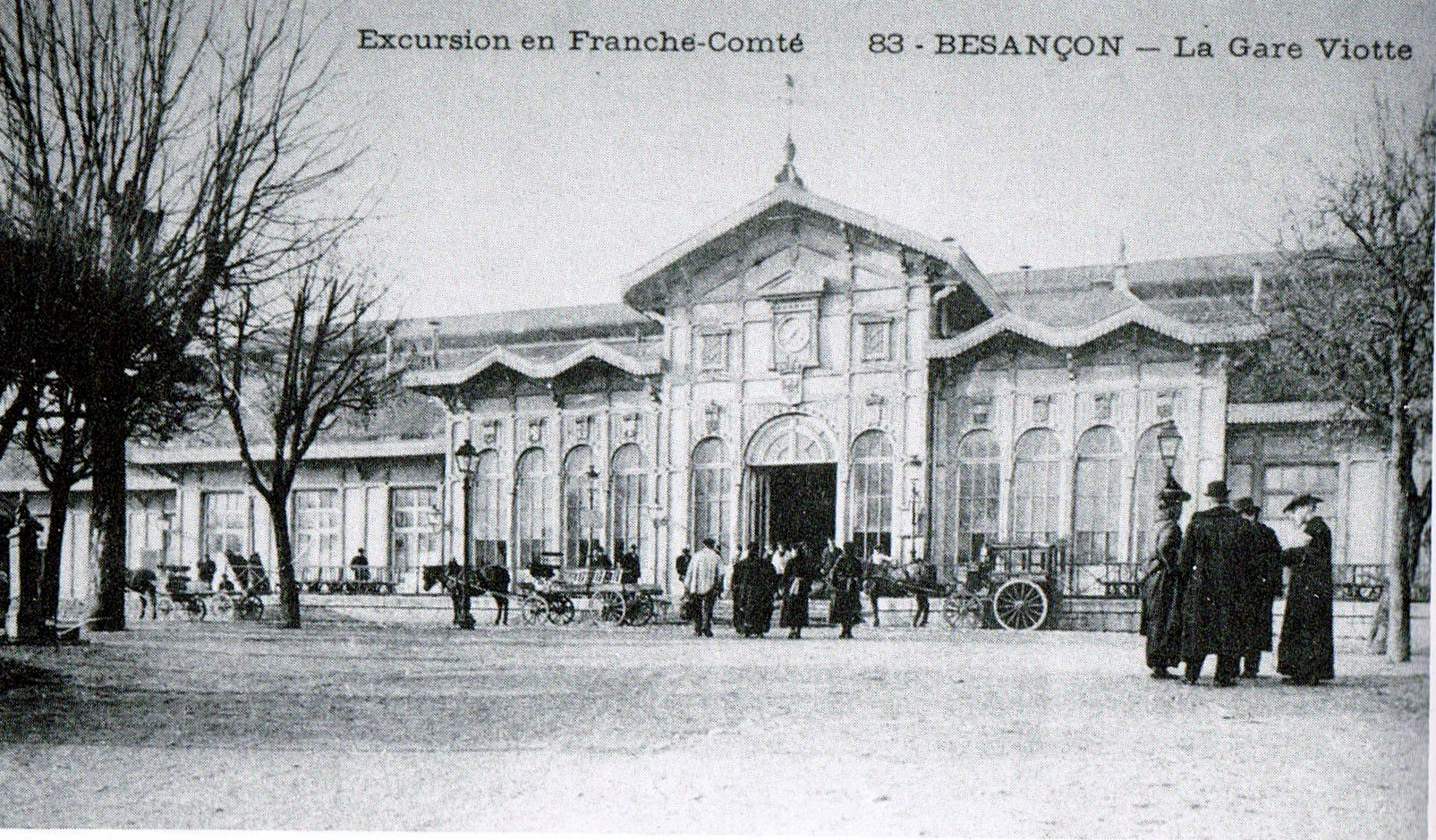
La gare au début du XXe siècle

- Le 23 juin 1856, mise en service de la ligne entre Lyon-Saint-Clair, Ambérieu et Bourg-en-Bresse, par la Compagnie du PLM.
- Le 1er juin 1858, mise en service de la ligne entre Belfort et Besançon, par la Compagnie du PLM.
- Le 1er août 1864, mise en service de la ligne entre Bourg-en-Bresse et Lons-le-Saunier, par la Compagnie du PLM.
- Le 22 juillet 1872, mise en service de la ligne entre Besançon et Vesoul, par la Compagnie du PLM.
- Le 4 août 1884, mise en service de la ligne entre Besançon et la frontière suisse (Le Locle), par la Compagnie du PLM.

Besançon était doté d'un important dépôt de locomotives à vapeur et d'un centre autorails. Ce dernier a reçu le 20 septembre 1935 du centre autorails de Grenoble les autorails Michelin ZZR 1 et 2 surnommés Michelines. Il a également reçu en 1939 les autorails neufs X 44001 à 44006 (série X 44000) qui ont effectué toute leur carrière à Besançon jusqu'à leur radiation en 1970.
Le 15 juillet 1943 au soir, une flotte de bombardiers de la Royal Air Force décolle d'Angleterre pour aller bombarder les usines Peugeot à Sochaux. La ville de Besançon fut choisie pour servir de cible alternative pour les avions qui n'auraient pas trouvé leur cible initiale mais également pour tromper la chasse de nuit allemande. À une heure du matin, un avion anglais lance des fusées éclairantes sur la gare, un chasseur de nuit allemand l'attaque alors et l'avion anglais s'écrase sur la gare de la Viotte tandis que l'avion allemand qui a été touché également s'écrase entre la gare et le monument aux morts. Le lendemain, il ne reste plus de la gare de la Viotte qu'un tas de cendres.
La gare de la Mouillère ne parviendra jamais à supplanter celle de la Viotte et en 1962, la municipalité décide de la démolir. Le nouveau bâtiment voyageurs de la gare de la Viotte est reconstruit au début des années 1960 et achevé en 1964.

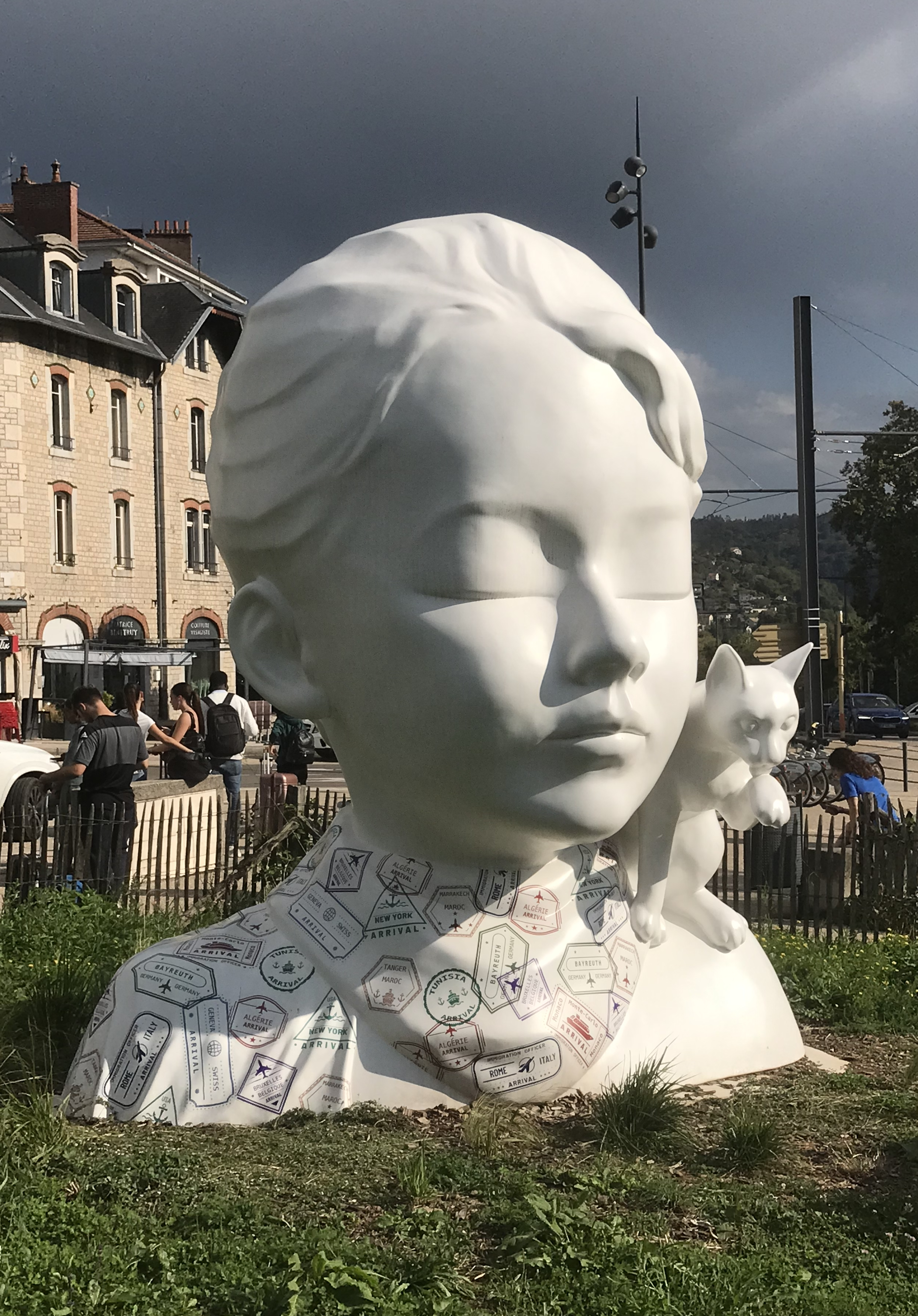
Statue de Nathalie Talec en hommage à Colette. Parvis de la gare de Besançon-Viotte.

En 1969, le projet d'un centre directionnel, conçu par Maurice Rotival, prévoit de raser la gare. Il est finalement abandonné au milieu des années 1970,
Une statue monumentale de Nathalie Talec en hommage à l'écrivaine Colette, intitulée Le visage humain fut toujours mon grand paysage, est inaugurée le 8 mars 2023 sur le parvis de la gare, à l'occasion de la Journée internationale des droits des femmes,.

## Fréquentation
La fréquentation de la gare est détaillée dans le tableau ci-dessous :
|                            | 2015      | 2016      | 2017      | 2018      | 2019      | 2020      | 2021      | 2022      | 2023      | 2024      |
| -------------------------- | --------- | --------- | --------- | --------- | --------- | --------- | --------- | --------- | --------- | --------- |
| Voyageurs                  | 2 123 064 | 2 040 910 | 2 118 267 | 1 948 332 | 2 155 623 | 1 587 747 | 1 910 107 | 2 616 257 | 2 725 611 | 2 903 968 |
| Voyageurs et non voyageurs | 2 333 037 | 2 242 759 | 2 327 766 | 2 141 025 | 2 368 816 | 1 744 777 | 2 099 019 | 2 875 008 | 2 995 177 | 3 191 174 |

## Service des voyageurs

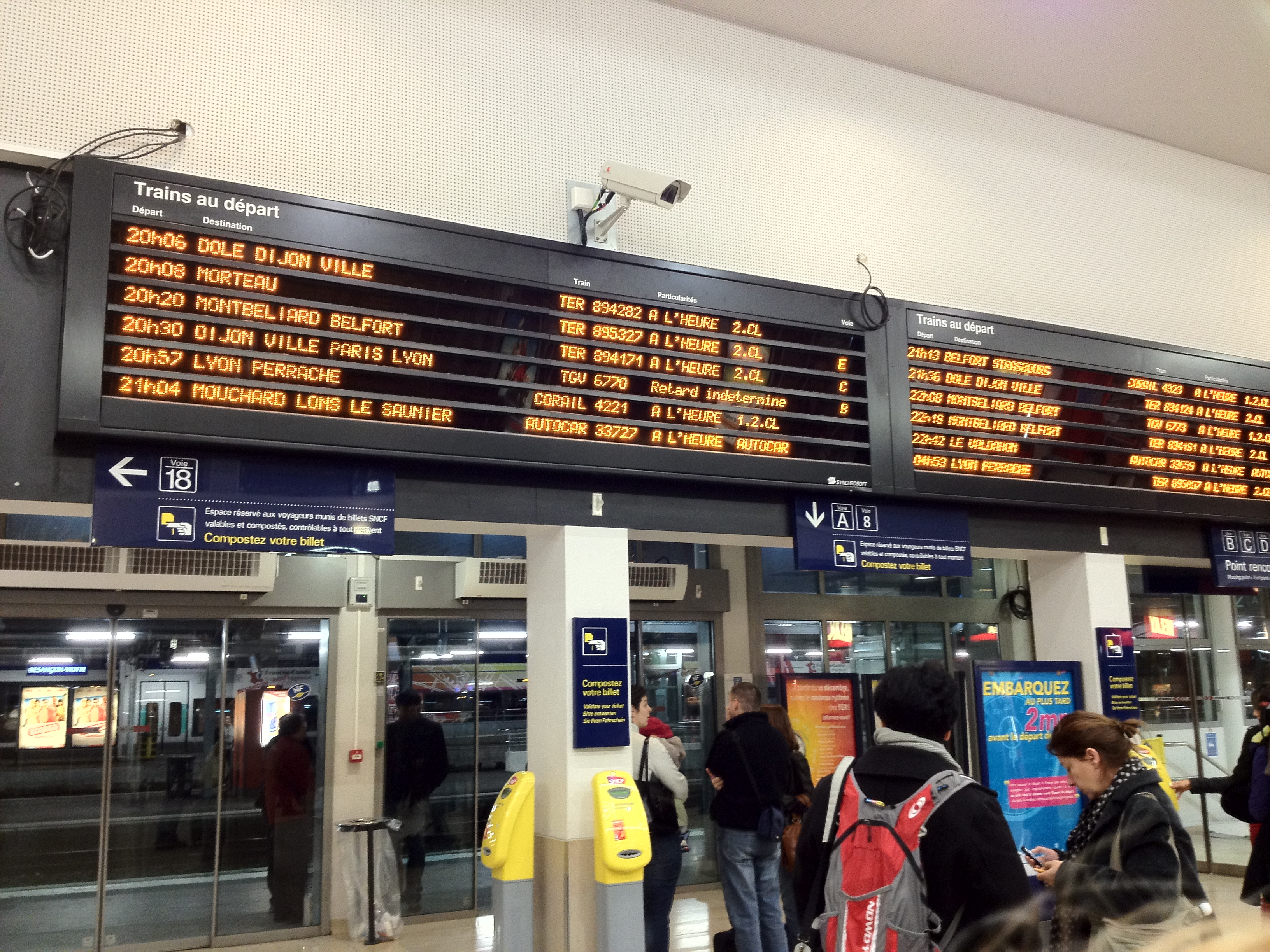
Anciens panneaux d'affichage des départs.

### Accueil
Gare SNCF, elle dispose d'un bâtiment voyageurs ouvert tous les jours de 4 h 30 à 23 h 59. La billetterie est quant à elle ouverte :
- du lundi au vendredi de 9h à 17h10;
- le samedi et dimanche et les jours fériés de 10h à 17h10

Elle est équipée d'automates pour l'achat de titres de transport. C'est une gare « Accès Plus » avec des aménagements, des équipements et des services à la disposition des personnes à la mobilité réduite.
La gare accueille en son sein une supérette Carrefour Express et une sandwicherie Pain Soleil, ouvertes tous les jours, ainsi qu'une boutique de cigarettes électroniques Vapostore, ouverte du lundi au samedi. Un marché bio se tient également tous les jeudis de 16 h 30 à 19 h, depuis le 12 mai 2016, sur le parvis.

### Desserte
Besançon-Viotte est desservie par des TGV inOui et des TER Bourgogne-Franche-Comté.

#### Trafic régional

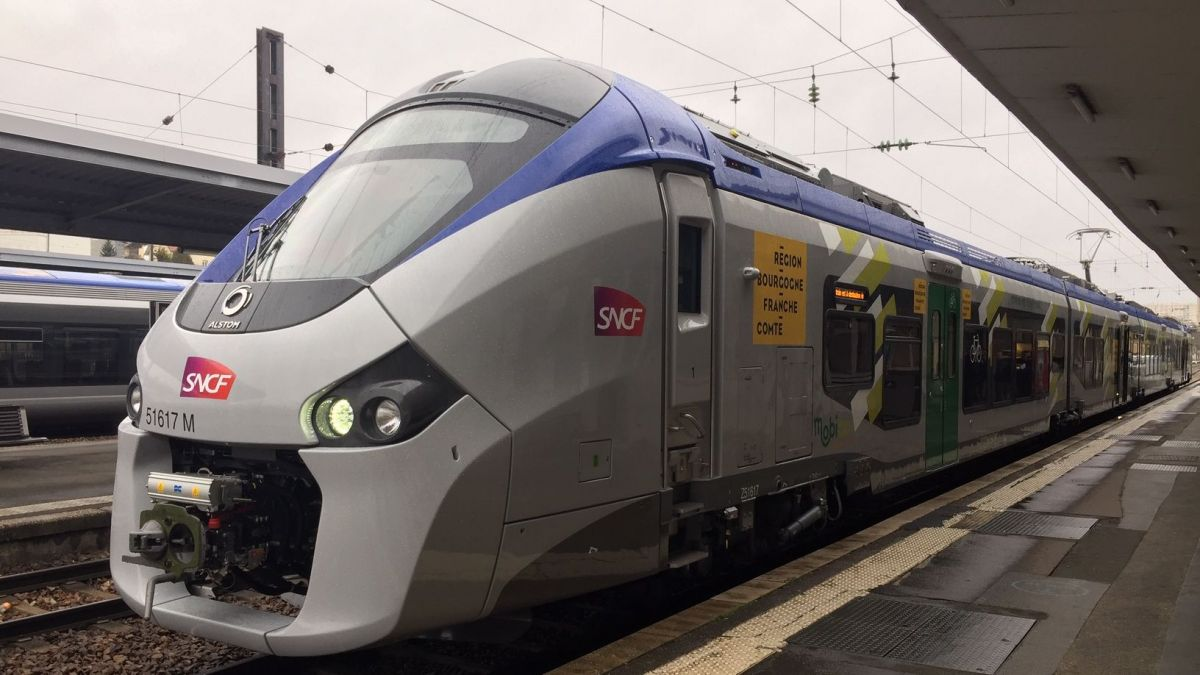
Un Régiolis Z51500 stationné en gare de Besançon-Viotte.

La gare de Besançon-Viotte est l'une des gares centrales du réseau régional TER Bourgogne-Franche-Comté. Le trafic représente la plus grande part des liaisons quotidiennes ferroviaires au départ et à l'arrivée.
- Besançon-Viotte - Besançon Franche-Comté TGV
- Besançon-Viotte - Belfort
- Besançon-Viotte - Dole - Dijon
- Besançon-Viotte - Lons-le-Saunier - Bourg-en-Bresse
- Besançon-Viotte - Morteau - La Chaux-de-Fonds

#### Trafic national

Besançon est située dans la zone desservie par Paris-Gare-de-Lyon.

La desserte TGV inOui est réalisée par des rames qui effectuent des missions entre les gares de Paris-Lyon et de Besançon-Viotte, via Besançon Franche-Comté TGV ou Dole.
En semaine, au service horaire hiver 2023, 3 allers retours directs vers Paris sont proposés au départ de cette gare. 

### Intermodalité

#### Réseaux urbains
- Bus Ginko lignes  L3  L5
- Bus Ginko ligne  8  et  Ginko Diabolo  D1  D5
- Tramway de Besançon  T2  - station Gare Viotte
- Station taxi

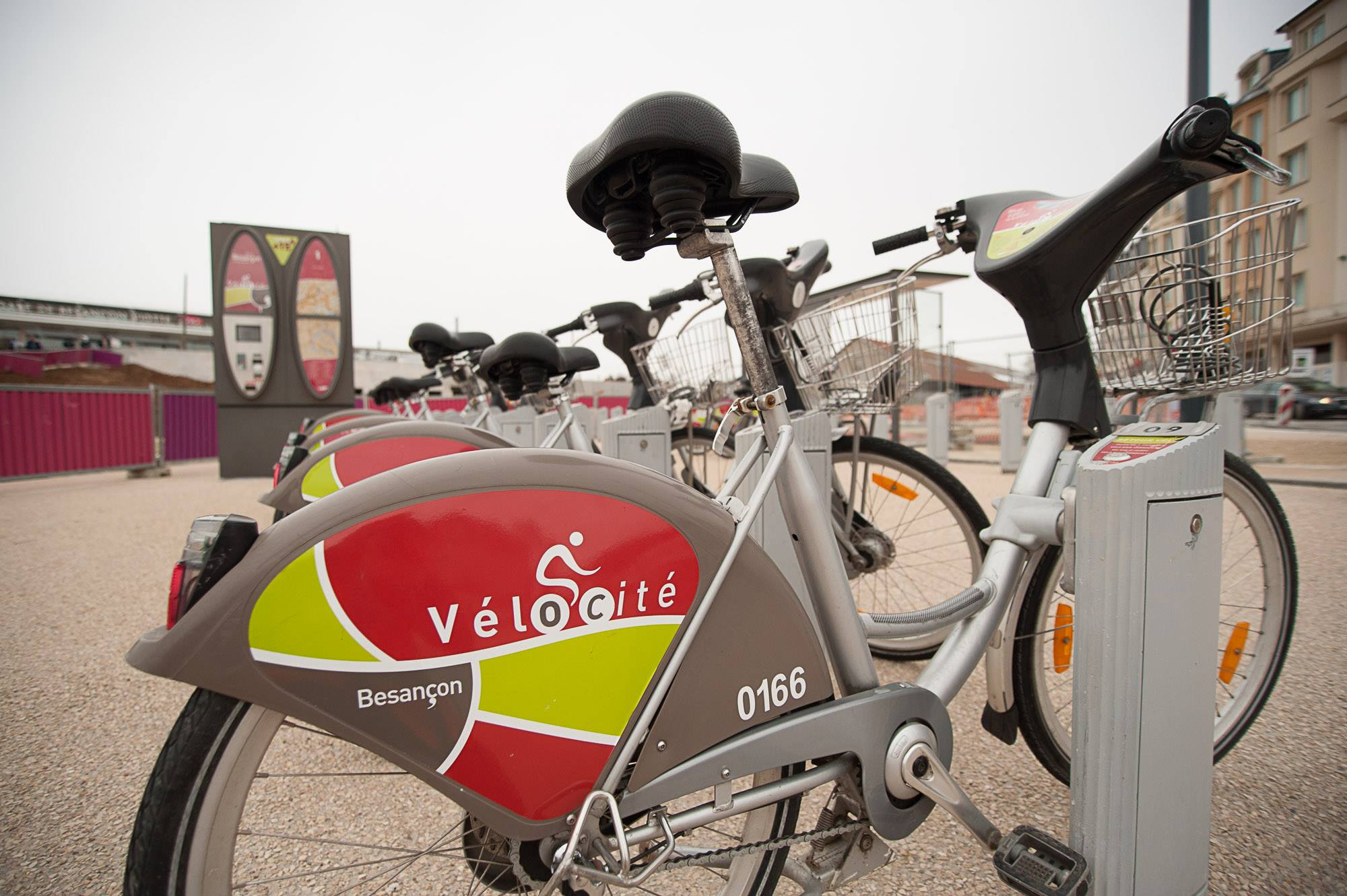
Station VéloCité devant la gare de Besançon-Viotte.

- Station VéloCité (vélos en libre-service)
- 2 parkings payants (Effia) à disposition :
  - au Sud (côté parvis)
  - au Nord (côté rue de Vesoul), ouvert depuis avril 2013.

#### Réseaux interurbains
- Cars Mobigo :
  - LR 201 Besançon - Vesoul
  - LR 202 Besançon - Vesoul via Rioz
  - LR 203 Besançon - Nods - Pontarlier
  - LR 204 Besançon - Ornans - Pontarlier
  - LR 205 Besançon - Gray

## Service des marchandises
La gare de Besançon-Viotte est ouverte au service du fret.

## Galerie d'images

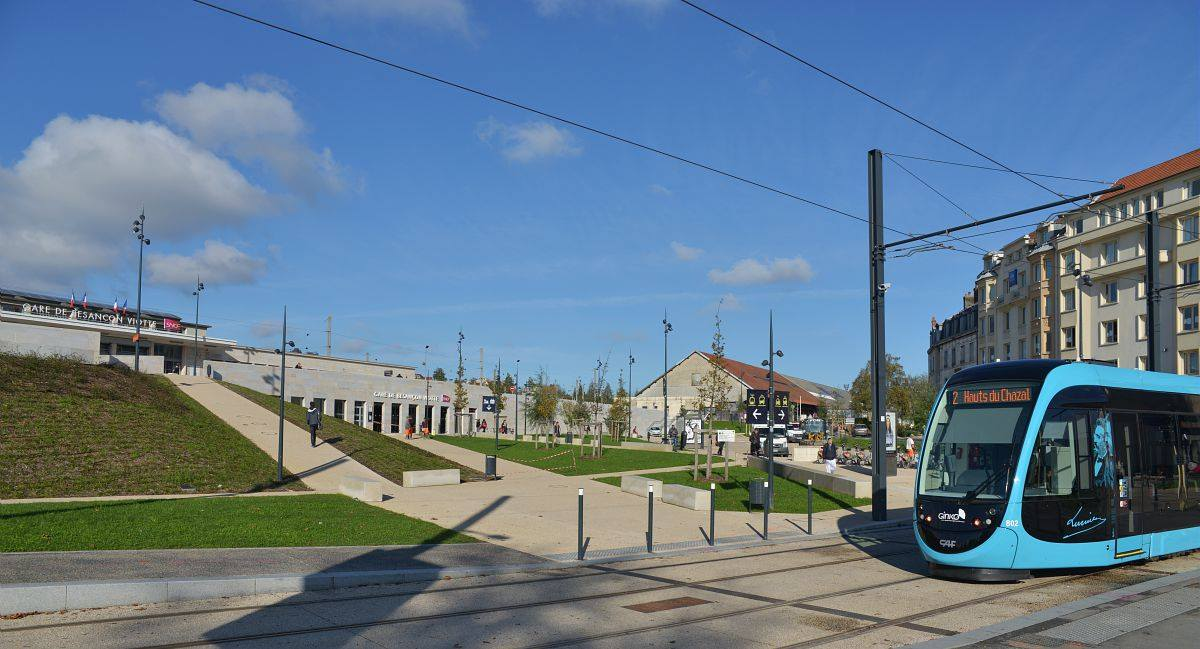
Parvis de la gare.
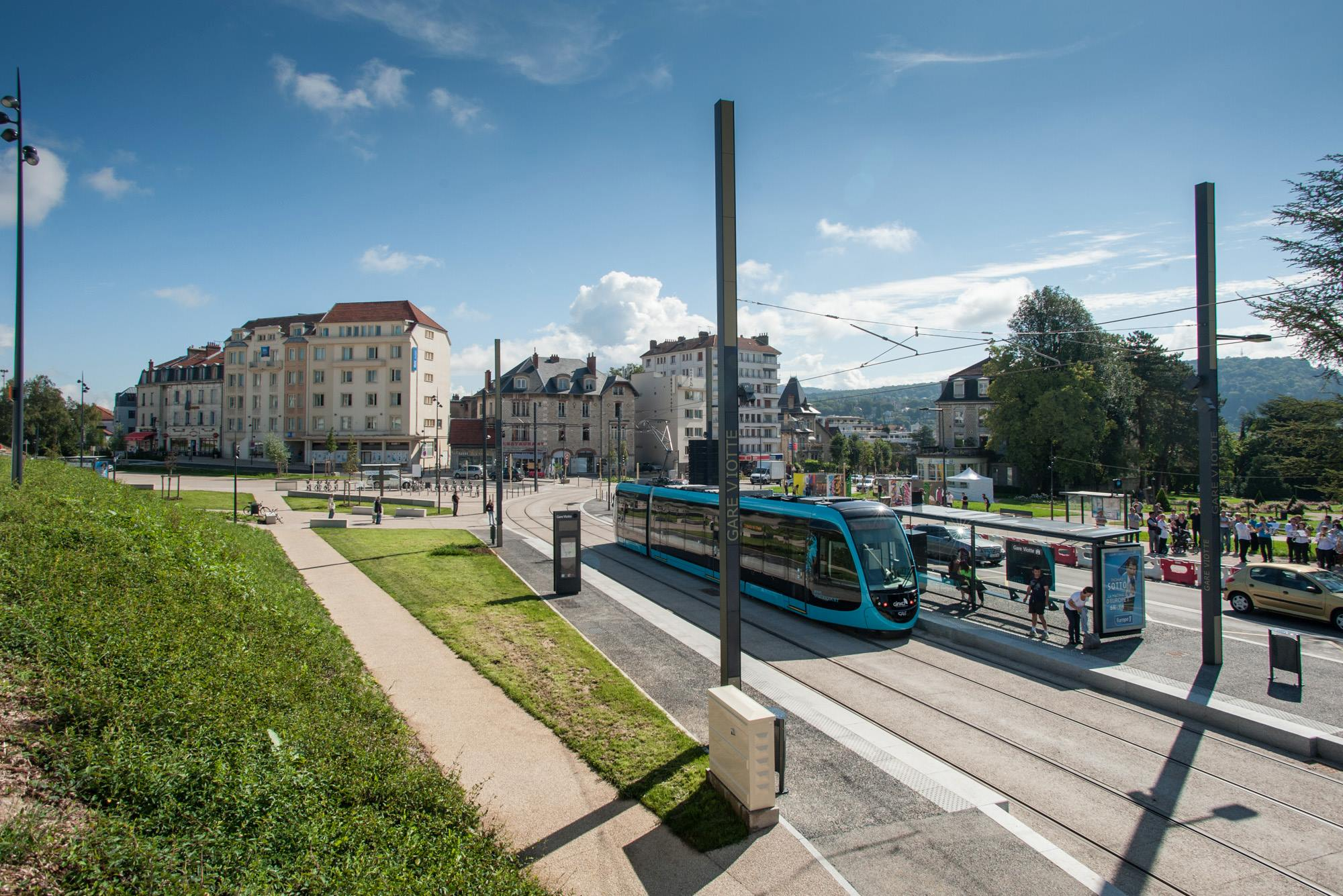
Station Gare Viotte de la ligne 2 du tramway de Besançon.
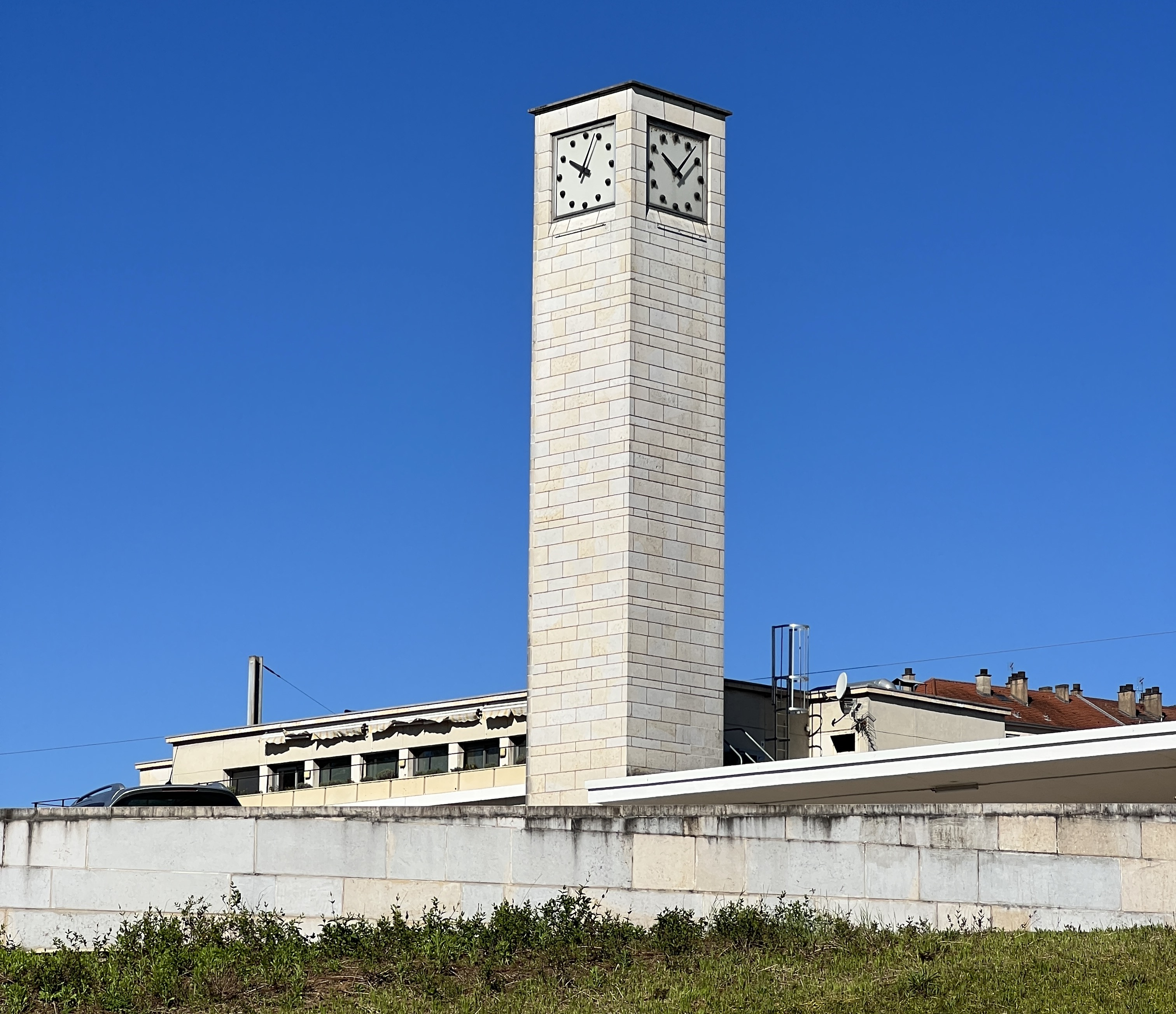
Horloge.
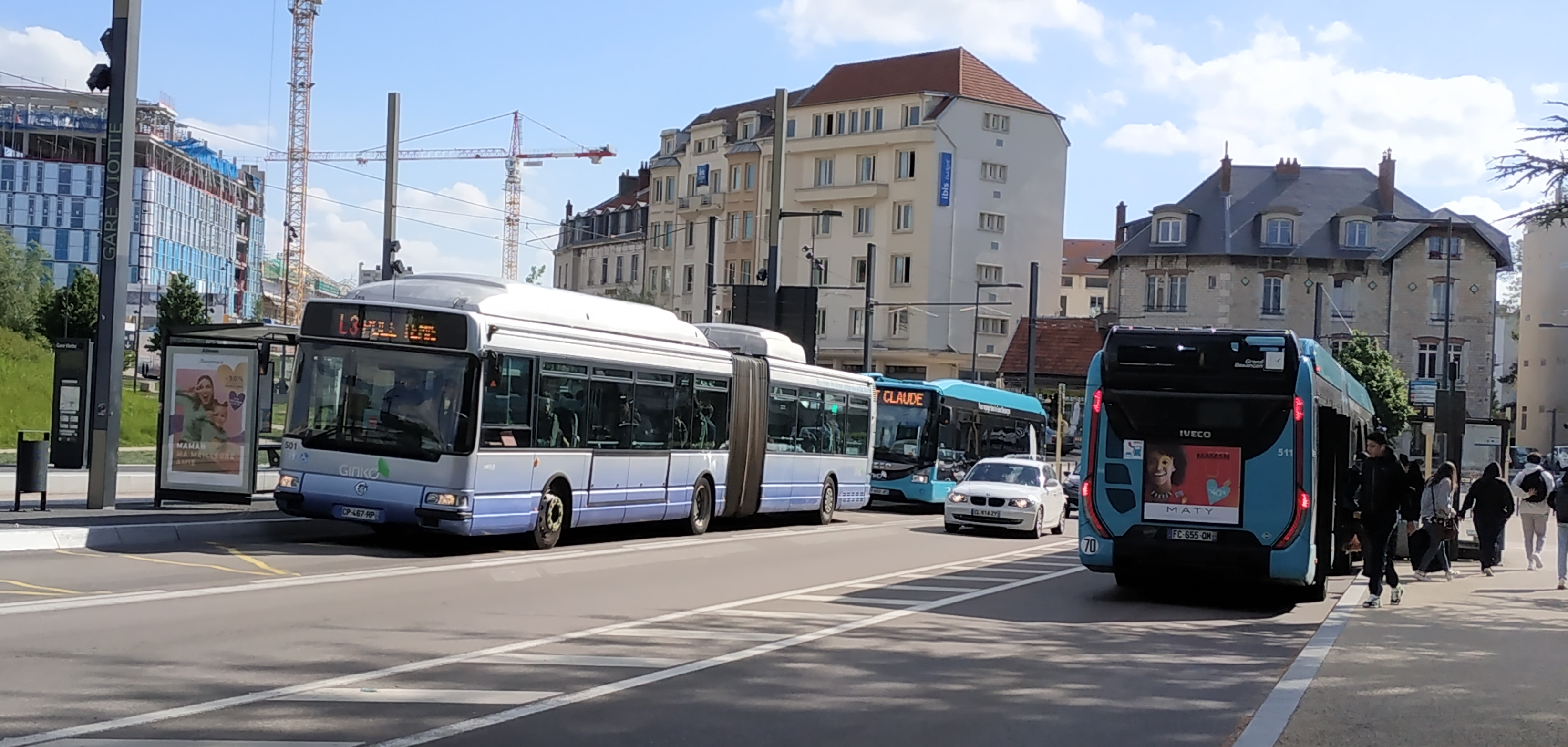
Autobus Ginko à la station terminus du tram.